# Franciszek Krzysztofiak
Franciszek Krzysztofiak pseud. Ginol (ur. 6 października 1897 w Poznaniu, zm. 15 kwietnia 1976 tamże) – wojskowy, robotnik, działacz komunistyczny.
Skończył 5 klas szkoły podstawowej i został robotnikiem budowlanym, w 1915 wyemigrował zarobkowo do Westfalii, gdzie pracował w przemyśle metalowym, w 1916 wcielony do niemieckiej armii i skierowany na front zachodni, w 1918 zdezerterował. W 1919 wstąpił do Armii Polskiej we Francji, z którą wrócił do kraju i wziął udział w powstaniu wielkopolskim, a później w wojnie z Rosją sowiecką 1920. Wzięty do sowieckiej niewoli, w 1921 zwolniony, w 1922 wyemigrował do Francji, gdzie był robotnikiem metalowym. W 1926 wstąpił do Polskich Grup Językowych FPK. W 1927 wrócił do Poznania i wstąpił do KPP, działał również w PPS-Lewicy. 
21 X 1931 skazany na 8 miesięcy twierdzy za działalność komunistyczną. Od 1932 był technikiem okręgowym KPP Poznań-Pomorze, kierował pracą Komitetów Dzielnicowych (KD) KPP w Gnieźnie i Wrześni. 31 V 1934 aresztowany pod fałszywym nazwiskiem Józef Jóźwiński i skazany na 3 lata więzienia we Wronkach, po zwolnieniu nadal działał w Komitecie Okręgowym (KO) KPP. W 1937 ponownie aresztowany i osadzony na 15 miesięcy w obozie w Berezie Kartuskiej, gdzie był sekretarzem komórki partyjnej. Podczas okupacji wywieziony na roboty przymusowe do Niemiec, gdzie był robotnikiem w cegielni. Po powrocie do kraju w 1945 wstąpił do PPR, V-XI 1946 sekretarz Komitetu Miejskiego (KM) PPR w Pile. 1946–1950 starszy inspektor Komisji Specjalnej do Walki z Nadużyciami i Szkodnictwem Gospodarczym, od 1951 rewident w Zakładach Mięsnych w Poznaniu, od 1957 na rencie dla zasłużonych. Członek Komisji Komitetu Wojewódzkiego PZPR ds. Działaczy Ruchu Robotniczego. Brał udział w III Zjeździe PZPR w 1959. 
Był odznaczony m.in. Orderem Sztandaru Pracy II klasy.